# Liste der Biografien/Forl
Liste der Biografien |
Portal Biografien |
Personensuche
# |
A |
B |
C |
D |
E |
F |
G |
H |
I |
J |
K |
L |
M |
N |
O |
P |
Q |
R |
S |
T |
U |
V |
W |
X |
Y |
Z |
?
 
Fa |
Fe |
Ff |
Fh |
Fi |
Fj |
Fk |
Fl |
Fm |
Fn |
Fo |
Fr |
Ft |
Fu |
Fy
 
Foa |
Fob |
Foc |
Fod |
Foe |
Fof |
Fog |
Foh |
Foi |
Foj |
Fok |
Fol |
Fom |
Fon |
Foo |
Fop |
For |
Fos |
Fot |
Fou |
Fov |
Fow |
Fox |
Foy |
Foz
 
Fora |
Forb |
Forc |
Ford |
Fore |
Forf |
Forg |
Fori |
Forj |
Fork |
Forl |
Form |
Forn |
Foro |
Forq |
Forr |
Fors |
Fort |
Foru |
Forw |
Fory |
Forz
Die Liste der Biografien führt alle Personen auf, die in der deutschsprachigen Wikipedia einen Artikel haben. Dieses ist eine Teilliste mit 13 Einträgen von Personen, deren Namen mit den Buchstaben „Forl“ beginnt.

## Forl

### Forla
- Forlán, Diego (* 1979), uruguayischer Fußballspieler
- Forlán, Pablo (* 1945), uruguayischer Fußballspieler
- Forlán, Richard, uruguayischer Fußballspieler
- Førland, Toril (* 1954), norwegische Skirennläuferin
- Forlani, Arnaldo (1925–2023), italienischer Politiker (DC), Mitglied der Camera dei deputati, MdEP
- Forlani, Claire (* 1971), britische SchauspielerinClaire Forlani (* 1971)

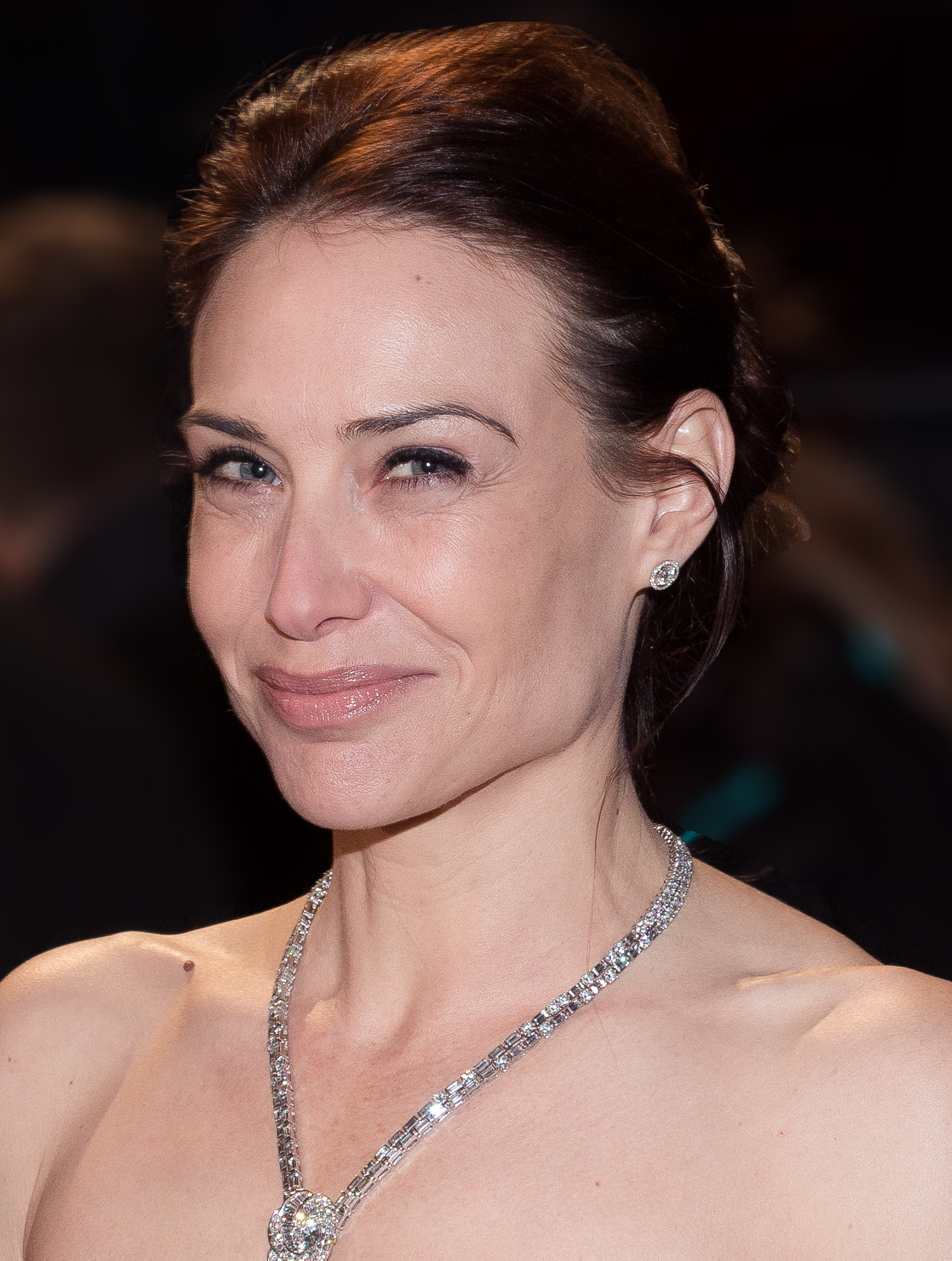
Claire Forlani (* 1971)

- Forlanini, Carlo (1847–1918), italienischer Mediziner
- Forlanini, Enrico (1848–1930), italienischer Ingenieur und Luftfahrtpionier
- Forlano, Luigi (1884–1916), italienischer Fußballspieler
- Forlati Tamaro, Bruna (1894–1987), italienische Archäologin

### Forle
- Forlenze, Joseph (1757–1833), italienischer Augenarzt und Chirurg

### Forli
- Forliano, Giorgio (* 1978), deutscher Rechtsanwalt und Schauspieler
- Forlini, Dominique (1924–2014), französischer Radrennfahrer